# コレクター (2012年の映画)
『コレクター』（原題: The Factory）は、2012年のアメリカ合衆国のサスペンス映画。80年代に実際に起きたゲイリー・ハイドニックによる猟奇殺人事件に着想を得たフィクションである。映画公開後に事件が発覚したクリーブランド監禁事件との類似性でも話題となった。

## ストーリー
連続娼婦失踪事件を3年も追っている刑事マイクと相棒ケイシーは、新たな被害者の詳細を知って凍りつく。それはマイクの17歳になる娘アビーだった。誘拐犯罪は48時間以内に解決しないと生存率が下がるためマイクとケイシーは執念で犯人を追跡する一方、娼婦と間違われ地下室に監禁されたアビーは犯人の異常な目的を知り驚愕する……。

## キャスト
- マイク・フレッチャー：ジョン・キューザック
- ケルシー・ウォーカー：ジェニファー・カーペンター
- カール・ジュモー：ダラス・ロバーツ
- アビー・フレッチャー：メイ・ホイットマン
- シェリー・フレッチャー：ソーニャ・ヴァルゲル
- ブリタニー：マゲイナ・トーヴァ
- ローレン：キャサリン・ウォーターストン
- ダリル：ゲイリー・アンソニー・ウィリアムズ